# Olympische Sommerspiele 1960/Leichtathletik – Marathon (Männer)

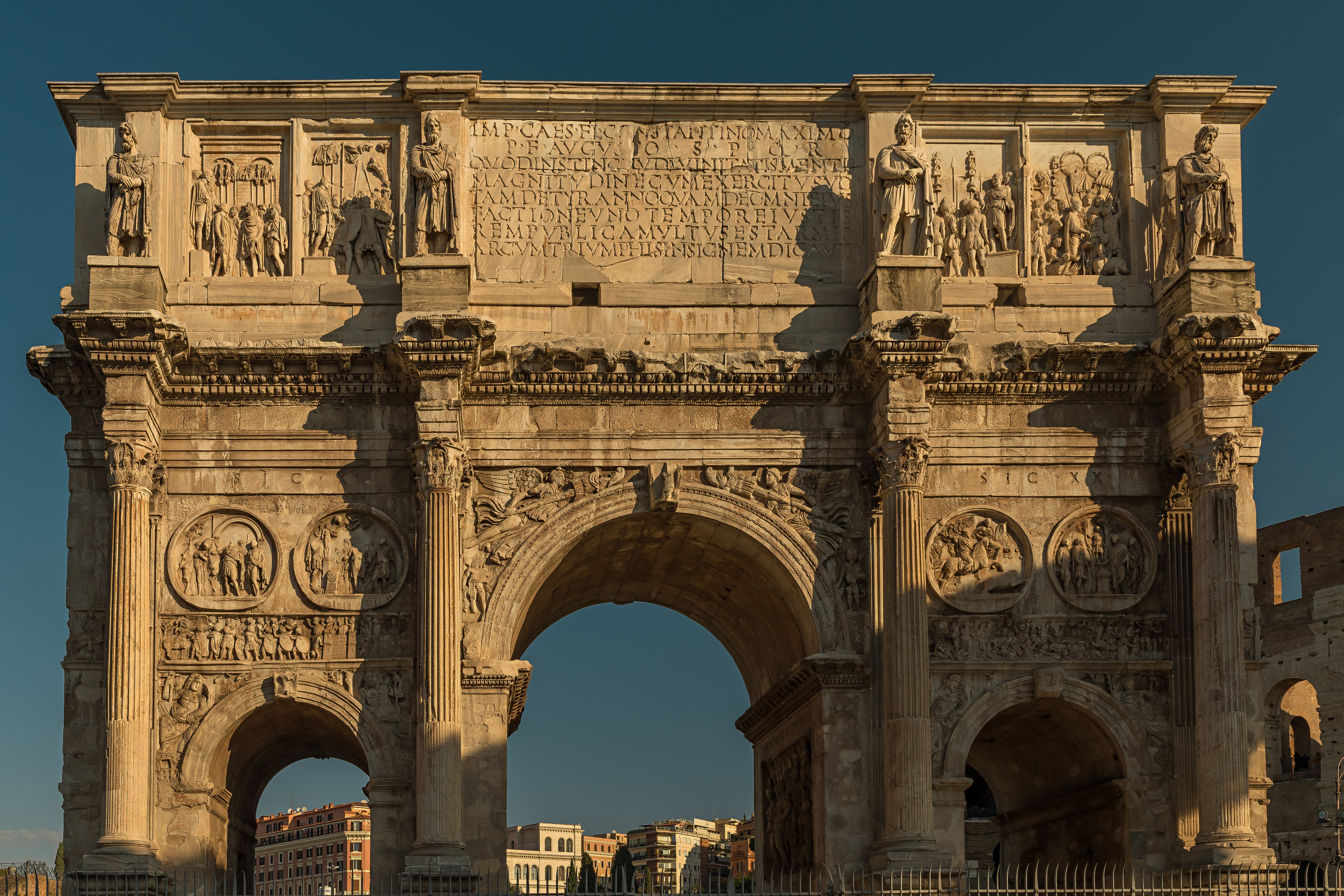
Der Konstantinsbogen (hier im Jahr 2018) war das Ziel des Marathonlaufs von Rom

Der Marathonlauf der Männer bei den Olympischen Spielen 1960 in Rom wurde am 10. September 1960 ausgetragen. 69 Athleten nahmen teil, von denen 62 das Ziel erreichten. Erstmals lagen weder Start noch Ziel eines olympischen Marathonlaufes im Olympiastadion. Der Lauf war die letzte Entscheidung in den Leichtathletikwettbewerben von Rom.
Olympiasieger wurde der Äthiopier Abebe Bikila. Er gewann vor dem Marokkaner Rhadi Ben Abdesselam und dem Neuseeländer Barry Magee.
Drei Deutsche, ein Österreicher und ein Schweizer nahmen teil. Von den deutschen Läufern kamen Bruno Bartholome auf Platz 28, Lothar Beckert auf Platz 56 und Günter Havenstein auf Platz 57. Der Schweizer Arthur Wittwer wurde 44., während der Österreicher Adolf Gruber Platz 52 belegte.

## Rekorde/Bestleistungen
Offizielle Rekorde wurden damals in dieser Disziplin außer bei Meisterschaften und Olympischen Spielen aufgrund der unterschiedlichen Streckenbeschaffenheiten nicht geführt.

### Bestehende Rekorde/Bestleistungen
| Weltbestleistung   | 2:15:17,0 h | Sergei Popow ( Sowjetunion)      | Stockholm, Schweden   | 24. August 1958 |
| Olympischer Rekord | 2:23:03,2 h | Emil Zátopek ( Tschechoslowakei) | OS Helsinki, Finnland | 27. Juli 1952   |

### Verbesserung von Rekorden und Bestleistungen
Der äthiopische Olympiasieger Abebe Bikila steigerte den bestehenden olympischen Rekord um 7:47 min auf 2:15:16,2 h. Gleichzeitig verbesserte er die bestehende Weltbestleistung um acht Zehntelsekunden.

## Streckenführung
Nach dem Start auf der Piazza di Campidoglio ging es über die Via dei Fori Imperiali am Kolosseum vorbei zum Obelisken von Aksum. Anschließend führte die Strecke über die Caracalla-Thermen und wandte sich auf der Via Cristoforo Colombo nach Süden. Der Weg folgte auf den nächsten knapp dreizehn Kilometern dem Straßenverlauf. Auf Höhe des Parks des Landguts Castel Porziano gab es einen Wendepunkt, anschließend ging es für circa 3,5 Kilometer zurück über die Via Cristoforo Colombo. Dann bog die Route rechts auf die Grande Raccordo Anulare ein und verlief über zehn Kilometer entlang der Straße. Anschließend ging es nach links in die Via Appia Antica, die nach Nordwesten führte. Nach weiteren zehn Kilometern waren die Caracalla-Thermen wieder erreicht. Das Ziel des Laufes lag am Konstantinsbogen.

## Rennverlauf und Endergebnis

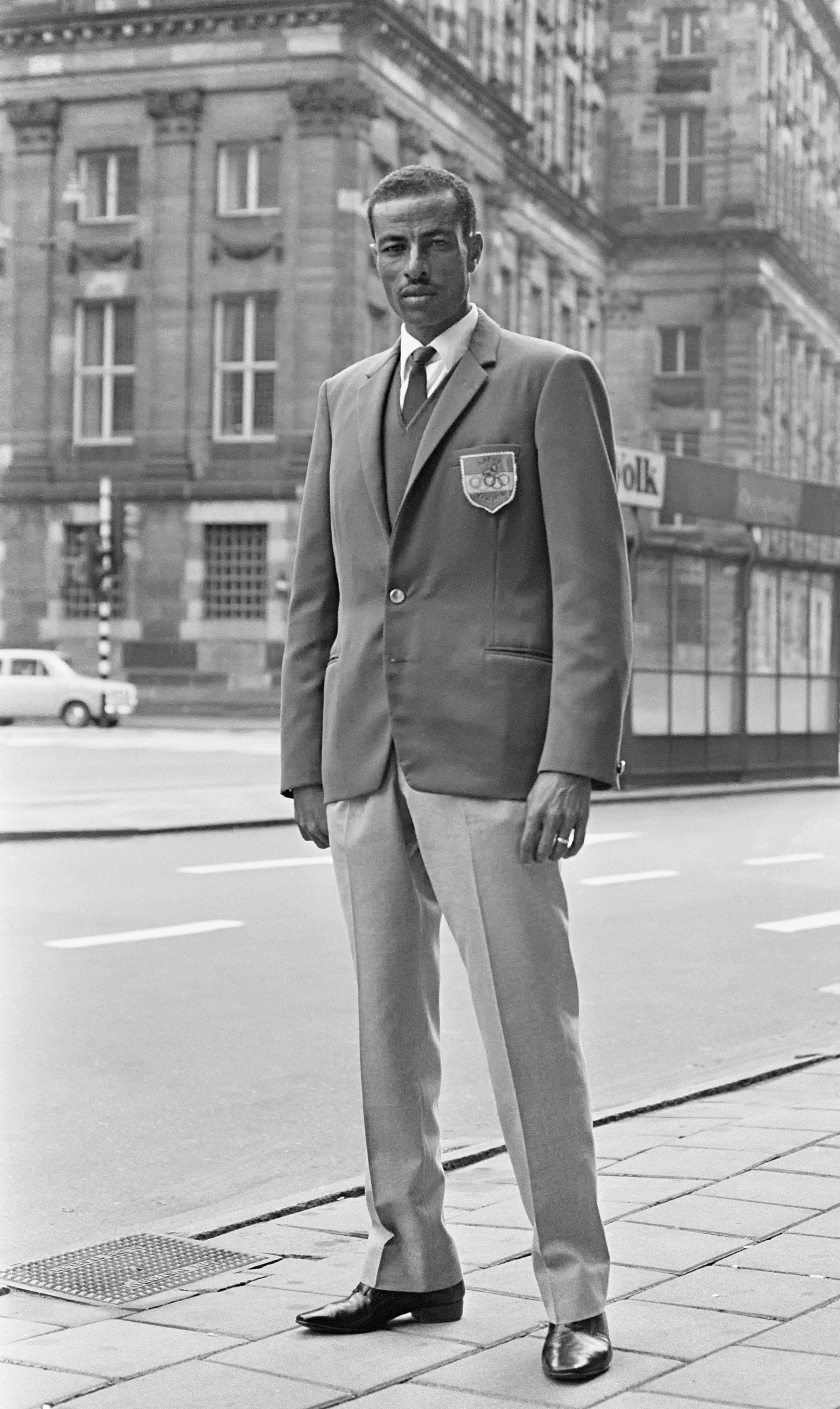
Olympiasieger Abebe Bikila im Jahr 1969

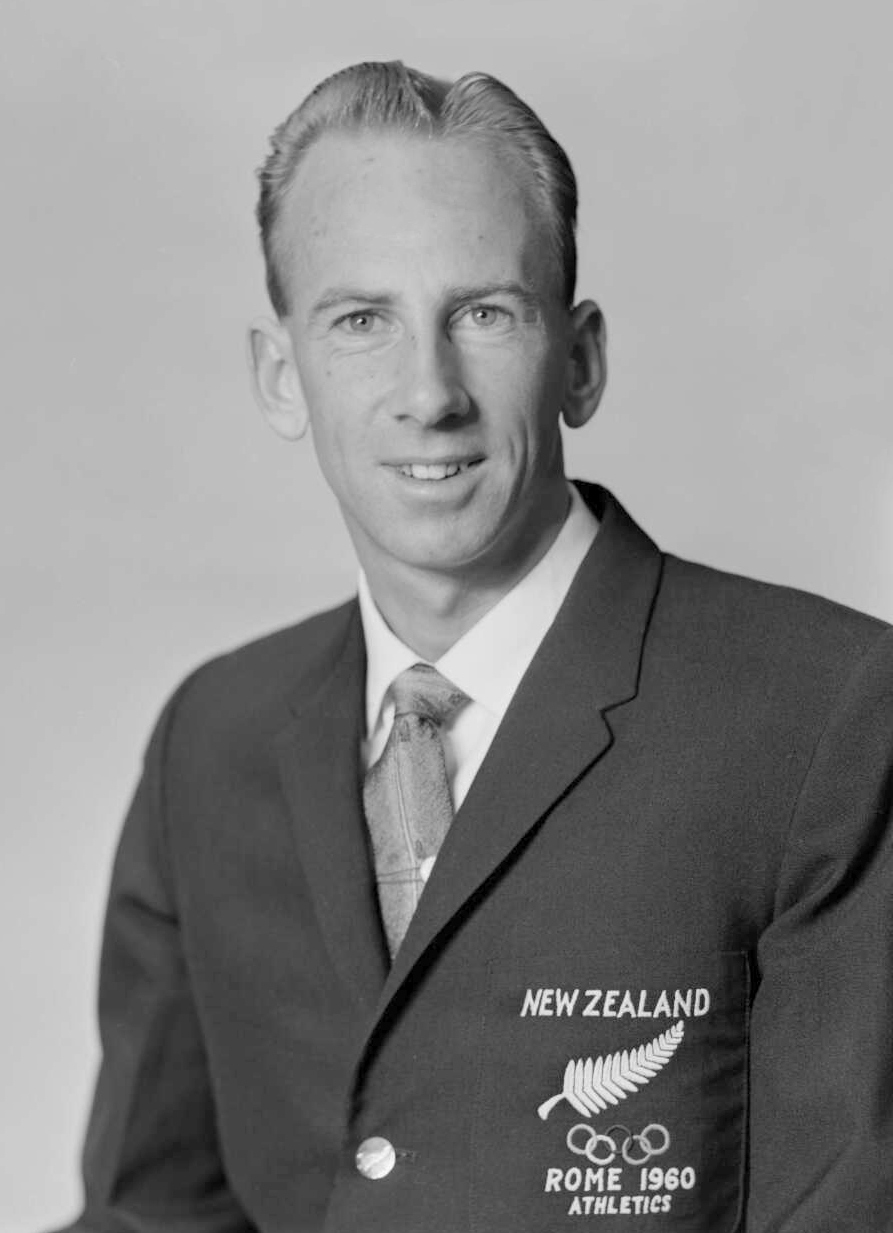
Bronzemedaillengewinner Barry Magee

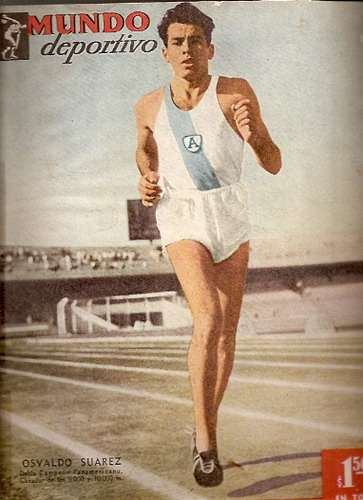
Osvaldo Suárez – Rang neun

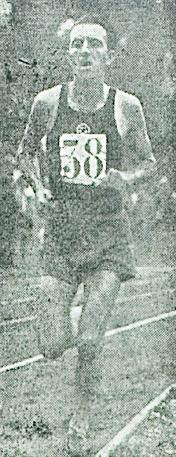
Der zwölftplatzierte Franjo Mihalić

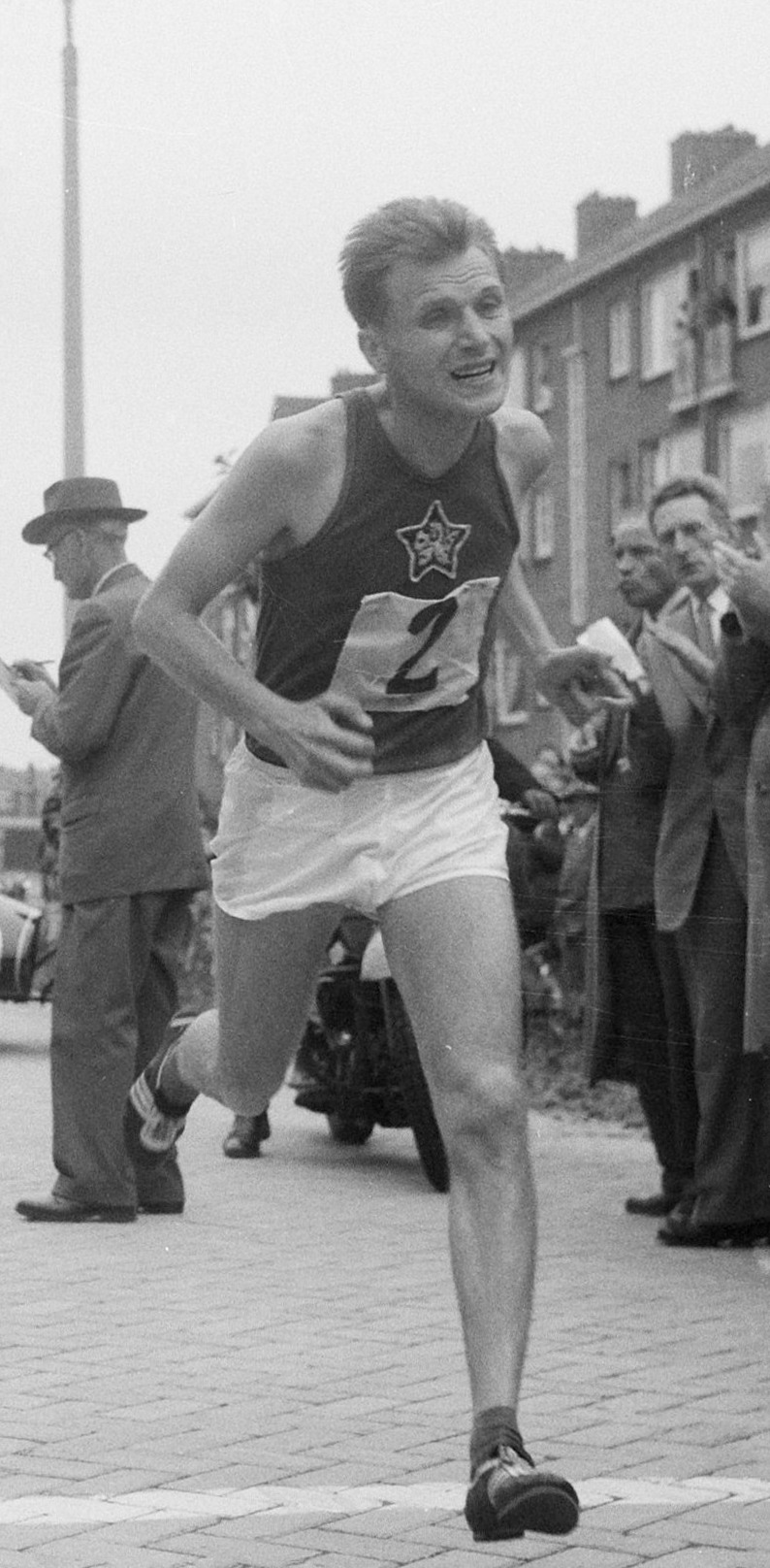
Pavel Kantorek erreichte Rang vierzehn

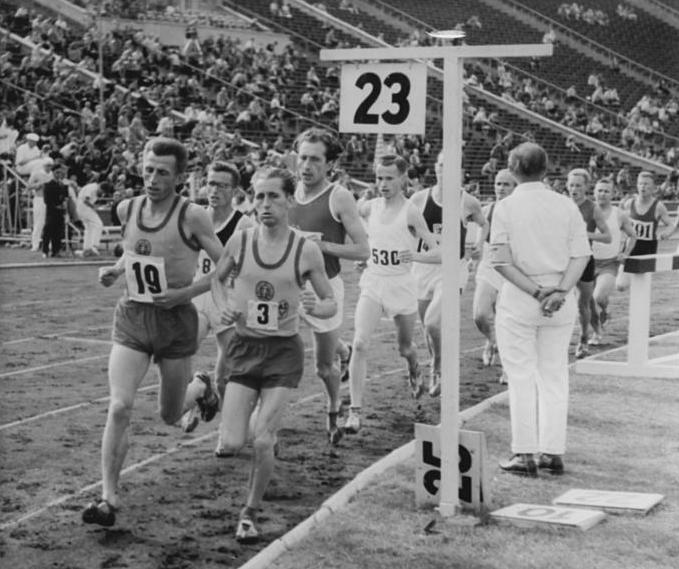
Bruno Bartholome (Nr. 19) wurde 28., Günter Havenstein (Nr. 3) kam auf Platz 57 (Foto von den DDR-Meisterschaften 1960 über 10.000 Meter)

Datum: 10. September 1960, 17:30 Uhr
| Platz | Name                         | Nation                    | Zeit        | Anmerkung |
| ----- | ---------------------------- | ------------------------- | ----------- | --------- |
| 1     | Abebe Bikila                 | Äthiopien                 | 2:15:16,2 h | WL        |
| 2     | Rhadi Ben Abdesselam         | Marokko                   | 2:15:41,6 h |           |
| 3     | Barry Magee                  | Neuseeland                | 2:17:18,2 h |           |
| 4     | Konstantin Worobjow          | Sowjetunion               | 2:19:09,6 h |           |
| 5     | Sergei Popow                 | Sowjetunion               | 2:19:18,8 h |           |
| 6     | Thyge Thøgersen              | Dänemark                  | 2:21:03,4 h |           |
| 7     | Abebe Wakgira                | Äthiopien                 | 2:21:09,4 h |           |
| 8     | Bakir Benaïssa               | Marokko                   | 2:21:21,4 h |           |
| 9     | Osvaldo Suárez               | Argentinien               | 2:21:26,6 h |           |
| 10    | Franjo Škrinjar              | Jugoslawien               | 2:21:40,2 h |           |
| 11    | Nikolai Rumjanzew            | Sowjetunion               | 2:21:49,4 h |           |
| 12    | Franjo Mihalić               | Jugoslawien               | 2:21:52,6 h |           |
| 13    | Keith James                  | Südafrikanische Union     | 2:22:58,6 h |           |
| 14    | Pavel Kantorek               | Tschechoslowakei          | 2:22:59,8 h |           |
| 15    | Gumersindo Gómez             | Argentinien               | 2:30:00,0 h |           |
| 16    | Denis O’Gorman               | Großbritannien            | 2:24:16,2 h |           |
| 17    | Miguel Navarro               | Spanien                   | 2:24:17,4 h |           |
| 18    | Jeff Julian                  | Neuseeland                | 2:24:50,6 h |           |
| 19    | John J. Kelley               | USA                       | 2:24:58,0 h |           |
| 20    | Lee Chang-hoon               | Südkorea                  | 2:25:02,2 h |           |
| 21    | Arnold Vaide                 | Schweden                  | 2:25:40,2 h |           |
| 22    | Gerry McIntyre               | Irland                    | 2:26:03,0 h |           |
| 23    | Olavi Manninen               | Finnland                  | 2:26:33,0 h |           |
| 24    | Eino Oksanen                 | Finnland                  | 2:26:38,0 h |           |
| 25    | Arthur Keily                 | Großbritannien            | 2:27:00,0 h |           |
| 26    | Tor Torgersen                | Norwegen                  | 2:27:30,0 h |           |
| 27    | Myitung Naw                  | Birma                     | 2:28:17,0 h |           |
| 28    | Bruno Bartholome             | Gesamtdeutsche Mannschaft | 2:28:39,0 h |           |
| 29    | Brian Kilby                  | Großbritannien            | 2:28:55,0 h |           |
| 30    | Alex Breckenridge            | USA                       | 2:29:38,0 h |           |
| 31    | Kurao Hiroshima              | Japan                     | 2:29:40,0 h |           |
| 32    | Kazumi Watanabe              | Japan                     | 2:29:45,0 h |           |
| 33    | Juan Silva                   | Chile                     | 2:31:18,0 h |           |
| 34    | Alain Mimoun                 | Frankreich                | 2:31:20,0 h |           |
| 35    | Paul Genève                  | Frankreich                | 2:31:20,0 h |           |
| 36    | Frans Künen                  | Niederlande               | 2:31:25,0 h |           |
| 37    | Francesco Perrone            | Italien                   | 2:31:32,0 h |           |
| 38    | Silvio De Florentiis         | Italien                   | 2:31:54,0 h |           |
| 39    | Linus Diaz                   | Ceylon                    | 2:32:12,0 h |           |
| 40    | Lal Chand                    | Indien                    | 2:32:13,0 h |           |
| 41    | Johannes Lauridsen           | Dänemark                  | 2:32:32,0 h |           |
| 42    | Willie Dunne                 | Irland                    | 2:33:08,0 h |           |
| 43    | Ian Sinfield                 | Australien                | 2:34:16,0 h |           |
| 44    | Arthur Wittwer               | Schweiz                   | 2:34:42,2 h |           |
| 45    | Jagmal Singh                 | Indien                    | 2:35:01,0 h |           |
| 46    | Nobuyoshi Sadanaga           | Japan                     | 2:35:11,0 h |           |
| 47    | Lee Sang-cheol               | Südkorea                  | 2:35:14,0 h |           |
| 48    | Gordon McKenzie              | USA                       | 2:35:16,0 h |           |
| 49    | Ahmed Labidi                 | Tunesien                  | 2:35:43,0 h |           |
| 50    | Walter Lemos                 | Argentinien               | 2:36:55,0 h |           |
| 51    | Ray Puckett                  | Neuseeland                | 2:37:36,0 h |           |
| 52    | Adolf Gruber                 | Österreich                | 2:37:40,0 h |           |
| 53    | Antti Viskari                | Finnland                  | 2:38:06,0 h |           |
| 54    | Allan Lawrence               | Australien                | 2:38:46,0 h |           |
| 55    | Gordon Dickson               | Kanada                    | 2:38:46,0 h |           |
| 56    | Lothar Beckert               | Gesamtdeutsche Mannschaft | 2:40:10,0 h |           |
| 57    | Günter Havenstein            | Gesamtdeutsche Mannschaft | 2:41:14,0 h |           |
| 58    | Evert Nyberg                 | Schweden                  | 2:42:59,0 h |           |
| 59    | Arap Sum Kanuti              | Kenia                     | 2:46:55,2 h |           |
| 60    | Ranjit Bhatia                | Indien                    | 2:57:06,0 h |           |
| 61    | Allal Saoudi                 | Marokko                   | 2:59:41,0 h |           |
| 62    | Alifu Massaquoi              | Liberia                   | 3:43:18,0 h |           |
| DNF   | Hedi Dhaoui                  | Tunesien                  |             |           |
| DNF   | Mouldi Essalhi               | Tunesien                  |             |           |
| DNF   | Gerhart Hecker               | Ungarn                    |             |           |
| DNF   | Kim Yeon-beom                | Südkorea                  |             |           |
| DNF   | Bertie Messitt               | Irland                    |             |           |
| DNF   | Vito Di Terlizzi             | Italien                   |             |           |
| DNF   | Aurèle Vandendriessche       | Belgien                   |             |           |
| DNS   | Erik Östbye                  | Schweden                  |             |           |
| DNS   | Tadeusz Starzyński-Starybrat | Polen                     |             |           |
| DNS   | Dave Power                   | Australien                |             |           |
| DNS   | Constantin Grecescu          | Rumänien                  |             |           |
| DNS   | Cyprian Tseriwa              | Südrhodesien              |             |           |

Der Marathonlauf von Rom war ein Wettbewerb mit ein paar Besonderheiten. Er war das erste Marathonrennen bei Olympischen Spielen, das weder im Olympiastadion gestartet noch dort beendet wurde. Außerdem lag die Startzeit mit 17:30 Uhr so spät, dass es bereits dämmerte. Der Schlussteil mit dem Zieleinlauf fand im Dunkeln statt, Strecke und Zielraum wurden ausgeleuchtet.
Als Favorit wurde der sowjetische Inhaber der Weltbestleistung Sergei Popow angesehen. Auch sein Landsmann Konstantin Worobjow galt als ernsthafter Anwärter auf den Olympiasieg.
Das Rennen wurde vom Belgier Aurèle Vandendriessche schnell angegangen. Er führte eine Gruppe an, in der sich der Brite Arthur Keily, der Äthiopier Abebe Bikila und der Marokkaner Rhadi Ben Abdesselam befanden. Bikila, der zum Erstaunen der Zuschauer barfuß lief, und Ben Abdesselam hatten sich bei Kilometer zwanzig in Führung geschoben. So blieb es bis kurz vor dem Ziel. Niemand konnte bei dem hohen Tempo, das die beiden Läufer beibehielten, Anschluss halten oder wieder herankommen. Knapp fünfhundert Meter vor dem Ziel setzte sich Bikila vom Marokkaner ab und gewann mit 25 Sekunden Vorsprung die Goldmedaille.
Abebe Bikila gewann die erste Medaille bei Olympischen Spielen für Äthiopien. Gleichzeitig war er so auch der erste Olympiasieger seines Landes.

Der Marokkaner Rhadi Ben Abdesselam errang die erste Medaille bei Olympischen Spielen für sein Land überhaupt, der Neuseeländer Barry Magee errang die erste Medaille seines Landes im Marathonlauf.

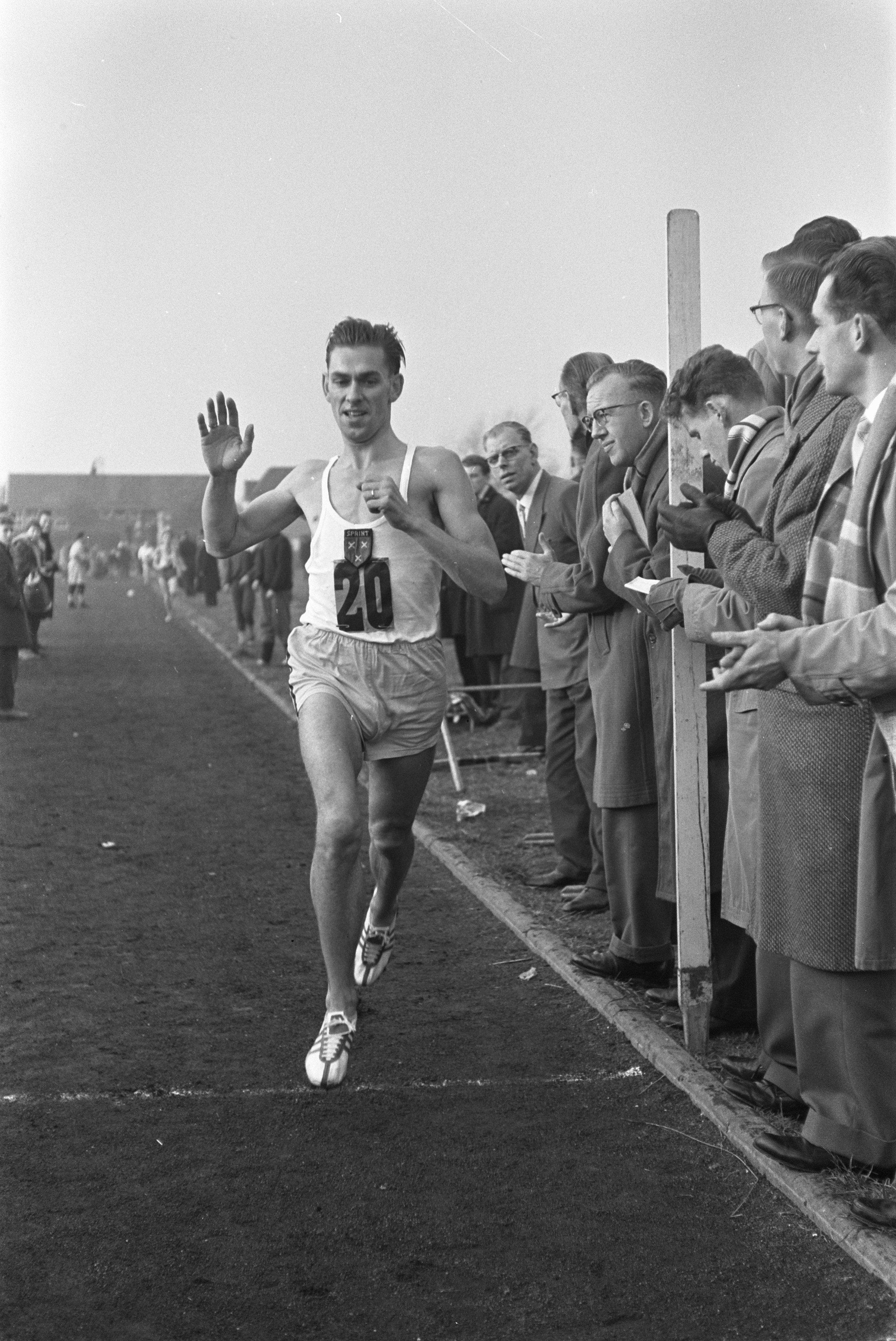
Platz 36 für Frans Künen
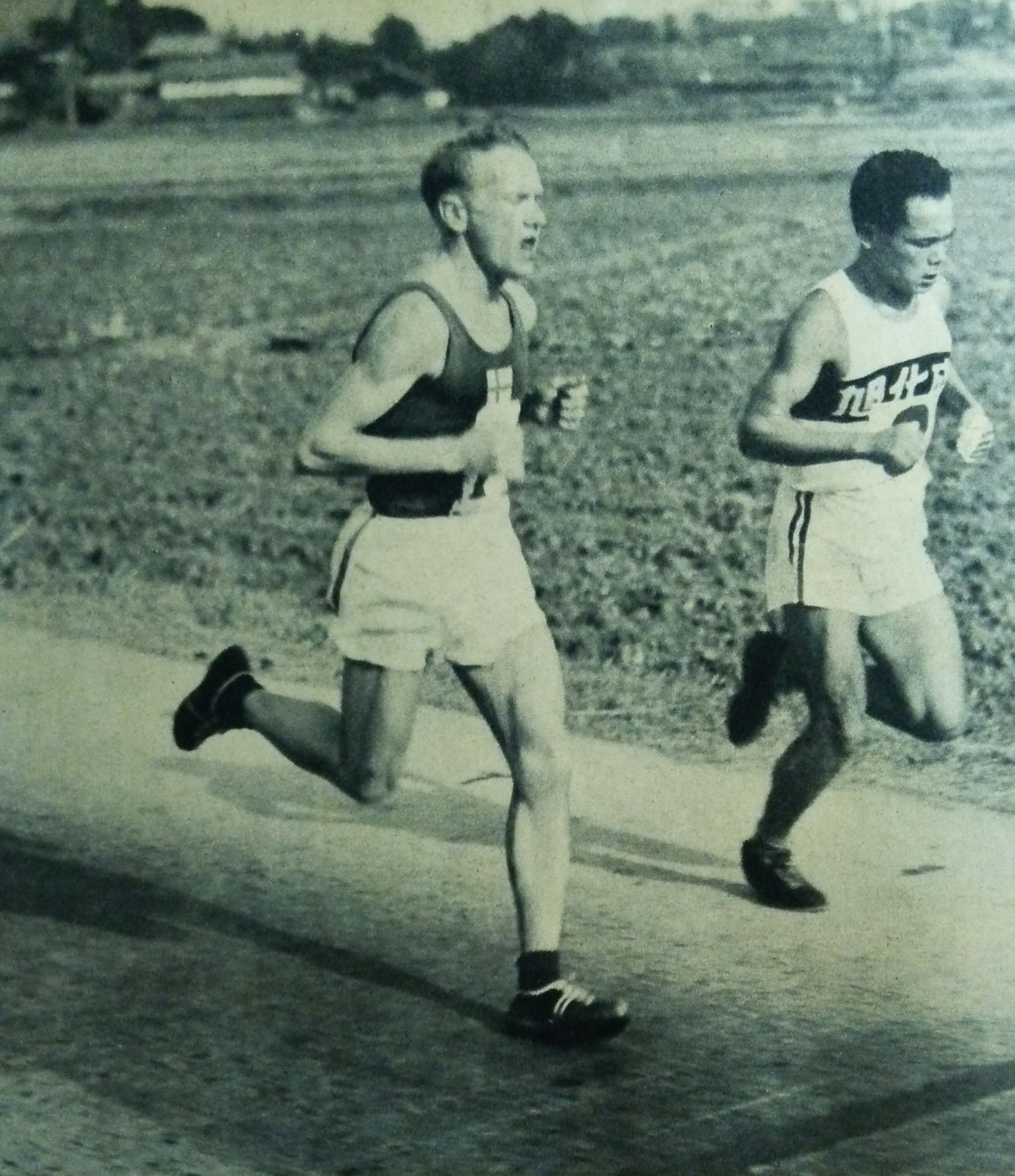
Kurao Hiroshima (rechts) erreichte Platz 31
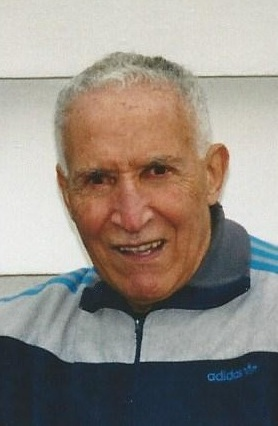
Rang 34 für Alain Mimoun (hier im Jahr 2001), den Olympiasieger von 1956

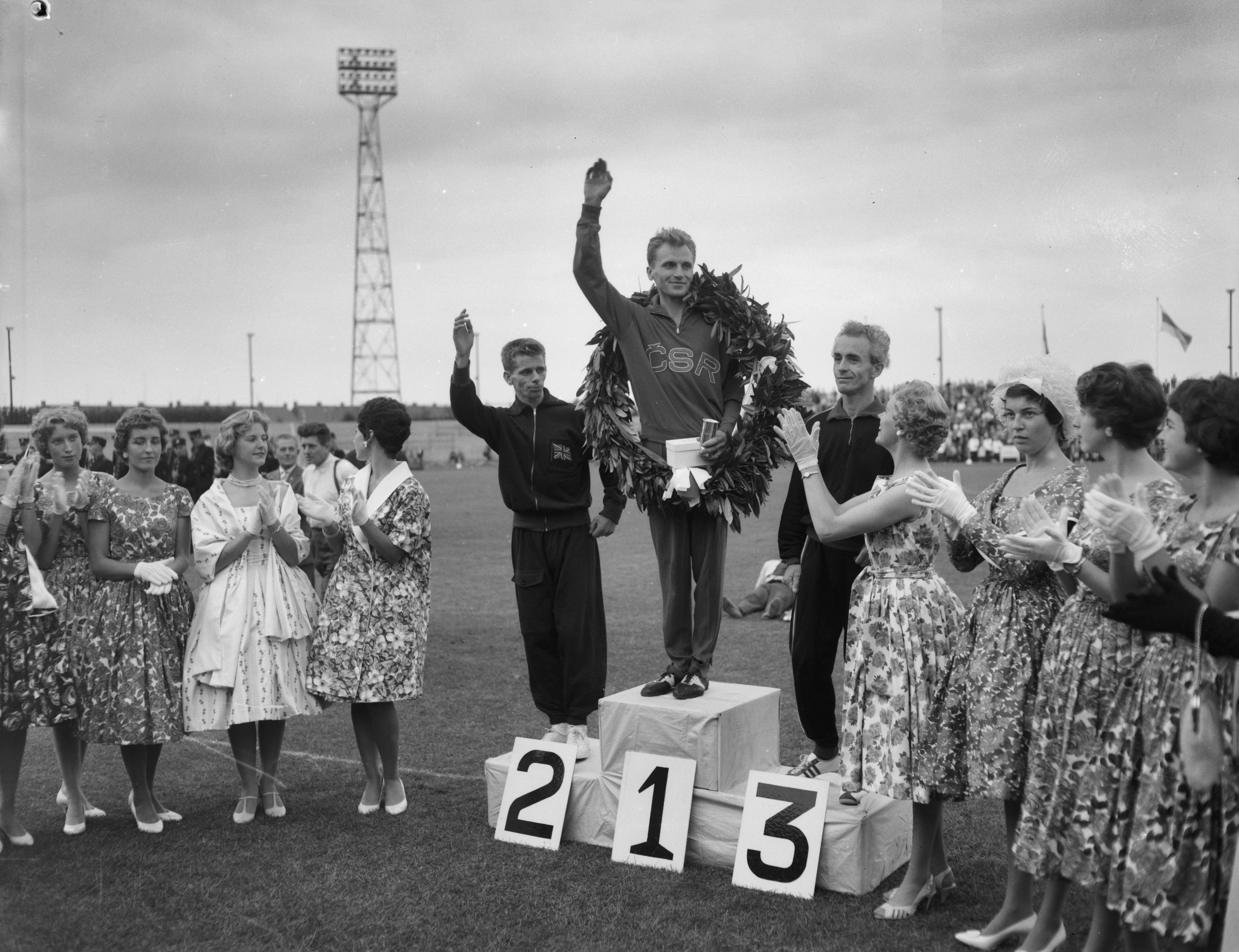
Adolf Gruber (auf dem Foto während einer Siegerehrung im Jahr 1959 ganz rechts) – Rang 52
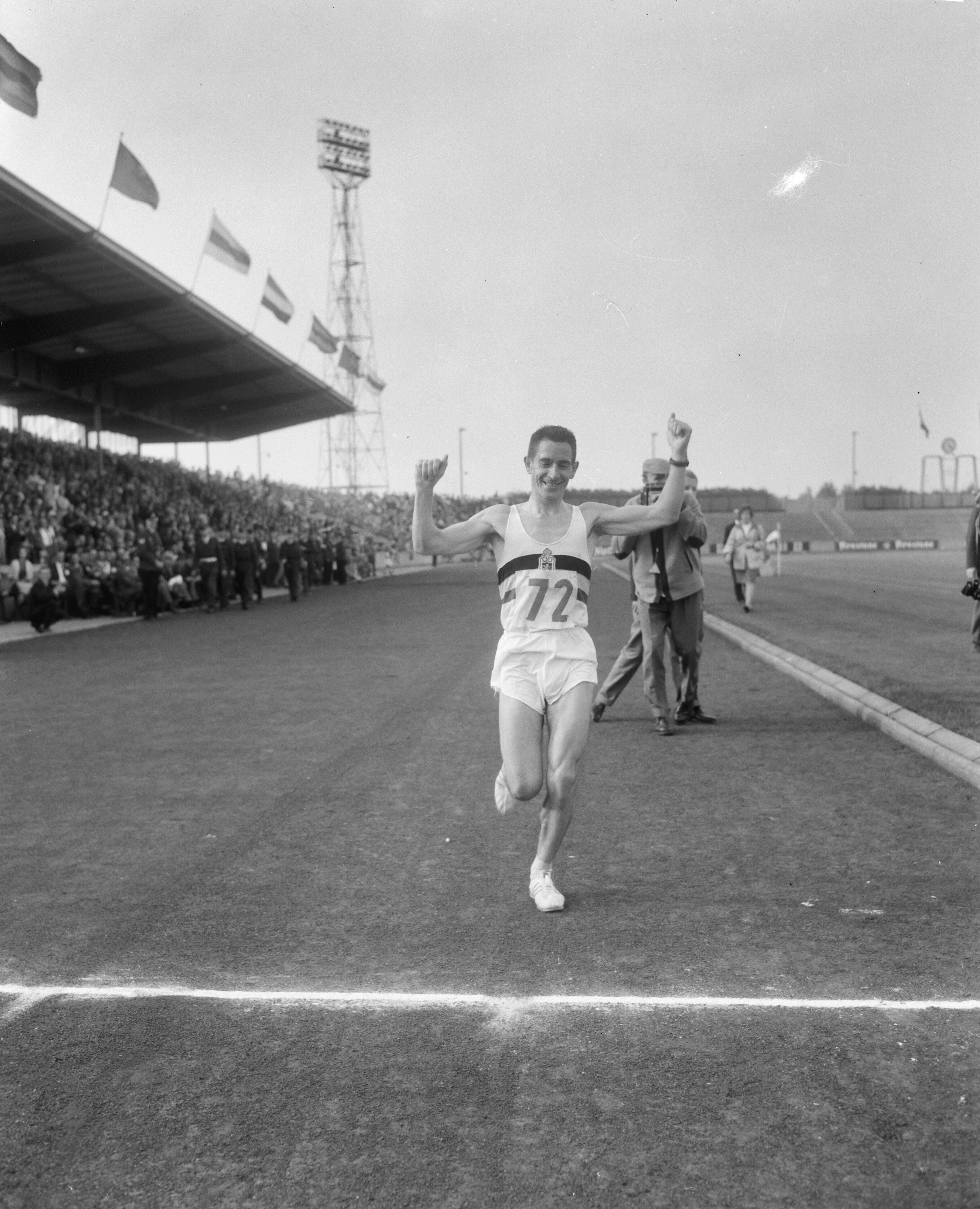
Aurèle Vandendriessche (hier als Sieger eines Rennens im Jahr 1965) erreichte nicht das Ziel

## Videolinks
- Rome 1960 Olympic Marathon | Marathon Week, youtube.com, abgerufen am 24. August 2021
- 1960 Rome Olympics - Marathon [60fps HD Abebe Bikila wins gold medal barefooted], youtube.com, abgerufen am 24. August 2021